# Сандільяно
Сандільяно (італ. Sandigliano, п'єм. Sandian) — муніципалітет в Італії, у регіоні П'ємонт,  провінція Б'єлла.
Сандільяно розташоване на відстані близько 540 км на північний захід від Рима, 55 км на північний схід від Турина, 8 км на південь від Б'єлли.
Населення — 2762 особи (2014).

## Демографія
Населення за роками:

Станом на 1 січня 2023 року в муніципалітеті офіційно проживало 65 іноземців з 23 країн, серед них 28 громадян країн Євросоюзу та 2 громадяни України.

## Сусідні муніципалітети
- Борріана
- Черріоне
- Гальяніко
- Пондерано
- Верроне